# 花園車站 (京都府)
花園車站（日语：／ Hanazono eki */?）是一由西日本旅客鐵道（JR西日本）所經營的鐵路車站，位於日本京都府京都市右京區境內，是山陰本線（嵯峨野線）沿線車站之一，

## 簡介
花園車站隸屬於JR西日本京都支社管轄範圍，但委託由JR西日本的子公司JR西日本交通服務（ジェイアール西日本交通サービス）代為經營，是一個業務委託車站。
花園車站的名稱源自當地的地名「花園」，其典故源於就位在車站北邊的法金剛院，原本是平安時代的右大臣清原夏野所建的山莊，庭園內種滿珍奇花草，而得名。今日的花園車站周圍主要是住宅區林立，因此通勤旅客利用率高，但車站周遭仍有包括妙心寺在內的古剎，以及東映太秦映畫村。而花園車站也是距離世界遺產之一的仁和寺最近之JR車站，但需步行約1.4公里。
目前的花園車站站房是1996年時改建的新站房，是一個檢票口與基本設施設於一樓、月台設於二樓的高架車站。花園車站是山陰本線複線與單線區間的切換點，自本站往京都方向是複線配置，但往園部方向卻是單線配置。

## 車站
島式月台1面2線的高架車站。同樣於1996年3月完成高架化的二條擁有同樣的屋頂特徴。2010年3月完成至嵯峨嵐山為止的複線化，由於沒有轉轍器和閉塞號誌而被定義為「停留所」等級的車站。

### 月台配置
| 月台 | 路線     | 方向 | 目的地                   |
| ---- | -------- | ---- | ------------------------ |
| 1    | 嵯峨野線 | 上行 | 往二條、京都方向         |
| 2    | 嵯峨野線 | 下行 | 往龜岡、園部、福知山方向 |

## 使用情況
2017年（平成29年）度1日平均上車人次為3,838人，是京都盆地內的山陰本線車站當中最少。
| 年度   | 1日平均 上車人次 |
| ------ | ---------------- |
| 1999年 | 5,871            |
| 2000年 | 5,277            |
| 2001年 | 4,285            |
| 2002年 | 4,049            |
| 2003年 | 3,956            |
| 2004年 | 3,951            |
| 2005年 | 4,071            |
| 2006年 | 4,090            |
| 2007年 | 3,961            |
| 2008年 | 3,627            |
| 2009年 | 3,496            |
| 2010年 | 3,542            |
| 2011年 | 3,609            |
| 2012年 | 3,660            |
| 2013年 | 3,748            |
| 2014年 | 3,712            |
| 2015年 | 3,833            |
| 2016年 | 3,855            |
| 2017年 | 3,838            |
| 2018年 | 4,027            |

### 各年度1日平均上車人次（1930年代—1940年代）
各年度1日平均上車人次如下表。
| 年度               | 1日平均 上車人次 |
| ------------------ | ---------------- |
| 1931年（昭和06年） | 577              |
| 1932年（昭和07年） | 757              |
| 1933年（昭和08年） | 833              |
| 1934年（昭和09年） | 965              |
| 1935年（昭和10年） | 1,092            |
| 1936年（昭和11年） | 1,123            |
| 1937年（昭和12年） | 435              |
| 1938年（昭和13年） | 463              |
| 1939年（昭和14年） | 940              |
| 1940年（昭和15年） | 1,118            |
| 1941年（昭和16年） | 1,370            |

## 相鄰車站
西日本旅客鐵道
 嵯峨野線（山陰本線）
■快速
通過
■普通
圓町（JR-E05）－花園（JR-E06）－太秦（JR-E07）

## 外部連結
- 花園｜車站資訊：JR出門網 - 西日本旅客鐵道